# Tabanus exilipalpis
Tabanus exilipalpis är en tvåvingeart som beskrevs av Stone 1938. Tabanus exilipalpis ingår i släktet Tabanus och familjen bromsar. Inga underarter finns listade i Catalogue of Life.